# التحويل إلى مؤسسات
التحويل إلى المؤسسات هي الظاهرة التي ينتقل فيها السجناء المفرج عنهم من مجتمع علاجي إلى مؤسسات أخرى، إما كخطوة مخططة أو كنتيجة غير متوقعة. على سبيل المثال، عندما تم إغلاق مستشفيات الأمراض العقلية السكنية في الولايات المتحدة نتيجة لتغيير في السياسة السياسية، زاد عدد السجناء بنفس العدد.
في الولايات المتحدة، انتهى المطاف بالمرضى الذين كان من المفترض أن يقضوا سابقًا في مستشفيات الأمراض النفسية في مستشفيات عامة ودور رعاية خاصة، والتي أصبحت بعد ذلك صناعة متنامية.
هناك تمثيل مفرط للمرضى النفسيين في المؤسسات الإصلاحية. يوجد 400 ألف سجين. يعانون من مشاكل الصحة العقلية، و25-40٪ من المرضى العقليين سوف يقضي بعض الوقت في السجن.

## خلفية
في عام 1939، نشر ليونيل بنروز دراسةً مقطعيةً شملت 18 دولةً أوروبيةً، من بينها الدول الإسكندنافية. وأثبت وجود علاقة عكسية بين عدد أسرّة مستشفيات الأمراض العقلية وعدد السجناء؛ ثم علاقة بين عدد أسرّة مستشفيات الأمراض العقلية وعدد جرائم القتل. وجادل بأن زيادة عدد أسرّة مستشفيات الأمراض العقلية يُمكّن المجتمع من خفض الجرائم الخطيرة ومعدلات السجن. عُرف هذا القانون فيما بعد بقانون بنروز.
يعود الفضل إلى عالم الاجتماع الكندي إيرفينج جوفمان في نشر مفهوم المؤسسات الشاملة في ورقته البحثية "حول خصائص المؤسسات الشاملة"، التي قدمها في أبريل 1957 في ندوة معهد والتر ريد حول الطب النفسي الوقائي والاجتماعي، على الرغم من أن إيفرت هيوز استخدمها في وقت سابق خلال ندوة أواخر الأربعينيات، "العمل والمهن".
بدأ تقليص حجم مستشفيات الطب النفسي الكبيرة في الولايات المتحدة والمملكة المتحدة في منتصف خمسينيات القرن الماضي، ثم طرأ على معظم دول أوروبا الغربية خلال سبعينياته. وسواءً أُطلق عليها اسم "الرعاية غير المؤسسية" أو "الرعاية المجتمعية"، أو خدمات الصحة النفسية "المفتوحة"، أو خدمات الصحة النفسية "اللامركزية"، فقد انخفض إجمالي عدد الأسرّة في هذه المؤسسات انخفاضًا كبيرًا.

## إلغاء المؤسسات
إزالة المؤسسات، أي انكماش البيئات المؤسسية التقليدية، وخاصةً انخفاض عدد الأسرّة، عملية تستغرق عقودًا. وتتألف من ثلاث مراحل: أولًا: التخلي عن الاعتماد على مستشفيات الأمراض النفسية؛ ثم "التحويل إلى مؤسسات أخرى" أي زيادة عدد أسرّة الصحة النفسية في المستشفيات العامة ودور رعاية المسنين؛ وأخيرًا: نمو خدمات المرضى الداخليين والخارجيين المجتمعية.
يُعتقد أن المرضى الذين فقدوا منازلهم خلال فترة إخراجهم من المستشفيات الكبيرة من المؤسسات لم يتمكنوا من الانتقال إلى العيش في مجتمع مستقل، وانتقلوا ذاتيًا إلى نظام الاحتجاز الجنائي. ويُفسر هذا الانتقال قانون بنروز.

## قراءة إضافية
Alisa Roth (2020). Insane: America's Criminal Treatment of Mental Illness. Basic Books. ISBN:978-1541646476.